# Barbatula golubtsovi
Barbatula golubtsovi és una espècie de peix de la família dels balitòrids i de l'ordre dels cipriniformes.

## Hàbitat i distribució geogràfica
És un peix d'aigua dolça i demersal, el qual viu a Àsia (la conca del riu Khovd a Tuvà -Rússia- i Mongòlia).

## Observacions
És inofensiu per als humans.